# Glee: The Music, Volume 3 Showstoppers
Glee: The Music, Volume 3 Showstoppers je soundtrackové album amerického muzikálového televizního seriálu Glee. Album obsahuje písně, které zazněly v druhé polovině první série seriálu kromě epizod Síla Madonny a Cesta. Album vyšlo 18. května 2010 ve Spojených státech a Kanadě.

## Tracklist
| Číslo skladby | Název skladby                                                                   | Autoři skladby                                           | Původní interpret(i)                           | Délka |
| ------------- | ------------------------------------------------------------------------------- | -------------------------------------------------------- | ---------------------------------------------- | ----- |
| 1             | "Hello, Goodbye"                                                                | Lennon–McCartney                                         | The Beatles                                    | 3:29  |
| 2             | "Gives You Hell"                                                                | Nick Wheeler, Tyson Ritter                               | The All-American Rejects                       | 3:26  |
| 3             | "Hello" (featuring Jonathan Groff)                                              | Lionel Richie                                            | Lionel Richie                                  | 3:32  |
| 4             | "One Less Bell to Answer / A House Is Not a Home" (featuring Kristin Chenoweth) | Burt Bacharach / Bacharach, Hal David                    | The 5th Dimension / Dionne Warwick             | 4:42  |
| 5             | "Beautiful"                                                                     | Linda Perry                                              | Christina Aguilera                             | 3:59  |
| 6             | "Physical" (featuring Olivia Newton-John)                                       | Steve Kipner, Terry Shaddick                             | Olivia Newton-John                             | 3:18  |
| 7             | "Total Eclipse of the Heart" (featuring Jonathan Groff)                         | Jim Steinman                                             | Bonnie Tyler                                   | 4:24  |
| 8             | "Lady Is a Tramp"                                                               | Richard Rodgers, Lorenz Hart                             | Obsazení muzikálu Babes in Arms                | 2:46  |
| 9             | "One"                                                                           | Bono, The Edge, Adam Clayton, Larry Mullen               | U2                                             | 3:56  |
| 10            | "Dream On" (featuring Neil Patrick Harris)                                      | Steven Tyler                                             | Aerosmith                                      | 4:34  |
| 11            | "The Safety Dance"                                                              | Ivan Doroschuk                                           | Men Without Hats                               | 3:19  |
| 12            | "I Dreamed a Dream" (featuring Idina Menzel)                                    | Claude-Michel Schönberg, Alain Boublil, Herbert Kretzmer | Rose Laurens a Patti LuPone v muzikálu Bídníci | 3:08  |
| 13            | "Give Up the Funk"                                                              | Jerome Brailey, George Clinton, Bootsy Collins           | Parliament                                     | 4:25  |
| 14            | "Bad Romance"                                                                   | Lady Gaga, RedOne                                        | Lady Gaga                                      | 4:54  |

## Deluxe edice
| Číslo skladby | Název skladby                                                                   | Autoři skladby                                           | Původní interpret(i)                           | Délka |
| ------------- | ------------------------------------------------------------------------------- | -------------------------------------------------------- | ---------------------------------------------- | ----- |
| 1             | "Hello, Goodbye"                                                                | Lennon–McCartney                                         | The Beatles                                    | 3:29  |
| 2             | "Gives You Hell"                                                                | Nick Wheeler, Tyson Ritter                               | The All-American Rejects                       | 3:26  |
| 3             | "Hello" (featuring Jonathan Groff)                                              | Lionel Richie                                            | Lionel Richie                                  | 3:32  |
| 4             | "A House Is Not a Home"                                                         | Bacharach, Hal David                                     | Dionne Warwick                                 | 2:55  |
| 5             | "One Less Bell to Answer / A House Is Not a Home" (featuring Kristin Chenoweth) | Burt Bacharach / Bacharach, Hal David                    | The 5th Dimension / Dionne Warwick             | 4:42  |
| 6             | "Beautiful"                                                                     | Linda Perry                                              | Christina Aguilera                             | 3:59  |
| 7             | "Home" (featuring Kristin Chenoweth)                                            | Charlie Smalls                                           | Stephanie Mills v muzikálu The Wiz             | 3:31  |
| 8             | "Physical" (featuring Olivia Newton-John)                                       | Steve Kipner, Terry Shaddick                             | Olivia Newton-John                             | 3:18  |
| 9             | "Total Eclipse of the Heart" (featuring Jonathan Groff)                         | Jim Steinman                                             | Bonnie Tyler                                   | 4:24  |
| 10            | "Lady Is a Tramp"                                                               | Richard Rodgers, Lorenz Hart                             | Obsazení muzikálu Babes in Arms                | 2:46  |
| 11            | "One"                                                                           | Bono, The Edge, Adam Clayton, Larry Mullen               | U2                                             | 3:56  |
| 12            | "Rose's Turn"                                                                   | Jule Styne, Stephen Sondheim                             | Ethel Merman v muzikálu Gypsy                  | 2:00  |
| 13            | "Dream On" (featuring Neil Patrick Harris)                                      | Steven Tyler                                             | Aerosmith                                      | 4:34  |
| 14            | "The Safety Dance"                                                              | Ivan Doroschuk                                           | Men Without Hats                               | 3:19  |
| 15            | "I Dreamed a Dream" (featuring Idina Menzel)                                    | Claude-Michel Schönberg, Alain Boublil, Herbert Kretzmer | Rose Laurens a Patti LuPone v muzikálu Bídníci | 3:08  |
| 16            | "Loser"                                                                         | Beck, Carl Stephenson                                    | Beck                                           | 3:47  |
| 17            | "Give Up the Funk"                                                              | Jerome Brailey, George Clinton, Bootsy Collins           | Parliament                                     | 4:25  |
| 18            | "Beth"                                                                          | Peter Criss, Stan Penridge                               | Kiss                                           | 2:37  |
| 19            | "Poker Face" (featuring Idina Menzel)                                           | Lady Gaga, RedOne                                        | Lady Gaga                                      | 3:39  |
| 20            | "Bad Romance"                                                                   | Lady Gaga, RedOne                                        | Lady Gaga                                      | 4:54  |

## Interpreti
- Dianna Agron
- Chris Colfer
- Jessalyn Gilsig
- Jane Lynch
- Jayma Mays
- Kevin McHale
- Lea Michele
- Cory Monteith
- Matthew Morrison
- Amber Riley
- Naya Rivera
- Mark Salling
- Stephen Tobolowsky
- Jenna Ushkowitz

### Hostující interpreti
- Jonathan Groff
- Olivia Newton-John
- Kristin Chenoweth
- Idina Menzel
- Neil Patrick Harris

#### Vokály
- Adam Anders
- Nikki Anders
- Kala Balch
- David Baloche
- Colin Benward
- Ravaughn Brown
- Kamari Copeland
- Tim Davis
- Emily Gomez
- Storm Lee
- David Loucks
- Chris Mann
- Chaz Mason
- Jeanette Olsen
- Zac Poor
- Jimmy Andrew Richard
- Drew Ryan Scott
- Shelley Scarr
- Onitsha Shaw
- Windy Wagner

## Datum vydání
| Oblast                 | Datum vydání    |
| ---------------------- | --------------- |
| Kanada                 | 18. května 2010 |
| Spojené státy americké | 18. května 2010 |
| Austrálie              | 21. května 2010 |
| Irsko                  | 21. května 2010 |
| Nový Zéland            | 21. května 2010 |
| Spojené království     | 24. května 2010 |
| Japonsko               | 28. května 2010 |
| Japonsko               | 4. června 2010  |
| Hongkong               | 21. června 2010 |
| Tchaj-wan              | 29. června 2010 |
| Brazílie               | 18. srpna 2010  |
| Itálie                 | 4. října 2011   |